# ۵٬۱۰–متیلین‌تتراهیدروفولات
۵،۱۰-متیلین‌تتراهیدروفولات (به انگلیسی: 5,10-Methylenetetrahydrofolate) با فرمول شیمیایی C۲۰H۲۳N۷O۶ یک ترکیب شیمیایی با شناسه پاب‌کم ۱۰۸۱۹۴ است. که جرم مولی آن ۴۵۷٫۴۴ گرم بر مول می‌باشد. 